# Methylarsonsäure
Methylarsonsäure ist eine organische Verbindung aus der Gruppe der arsenorganischen Verbindungen.

## Vorkommen

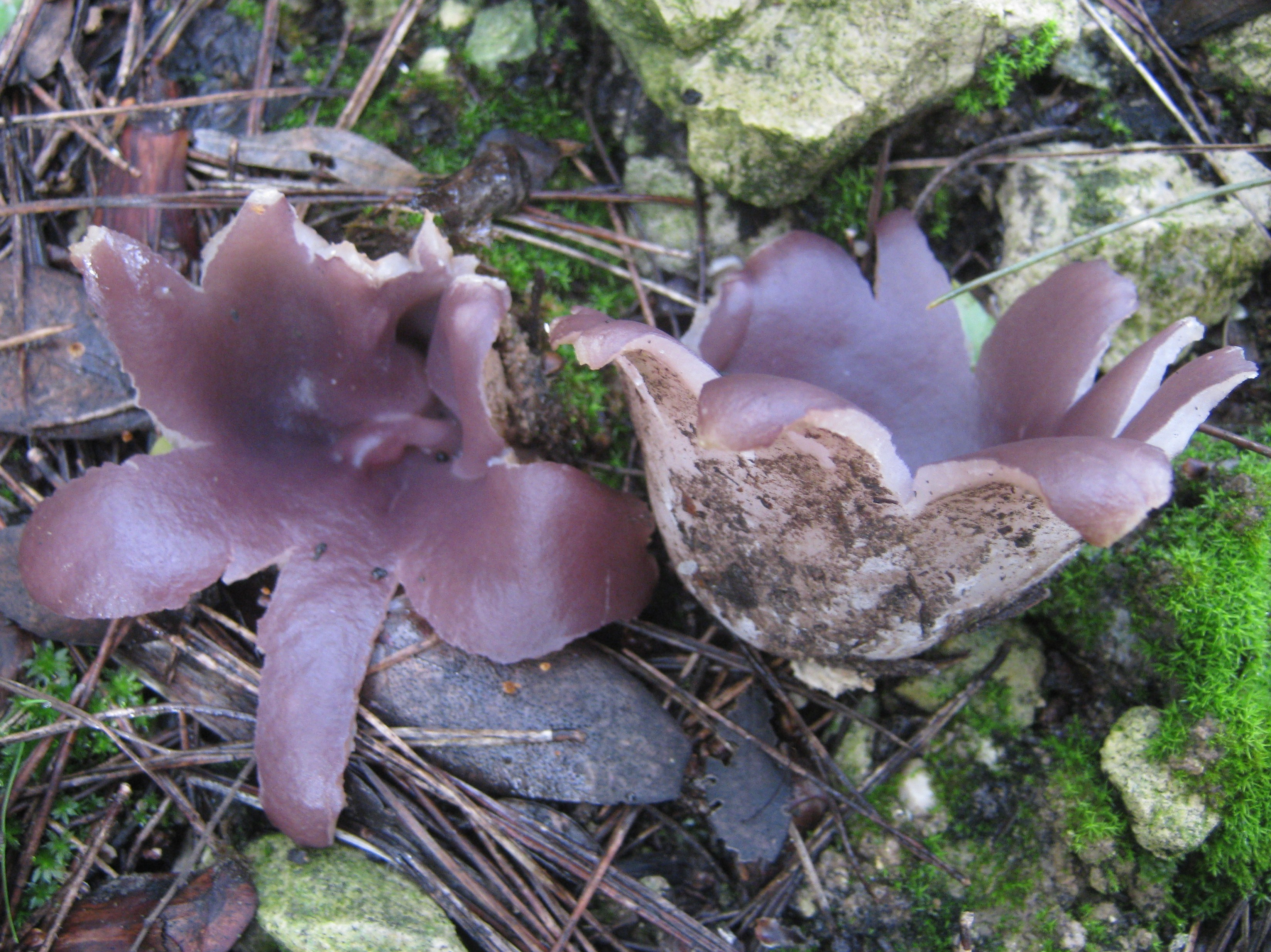
Kronenbecherling

Viele Lebewesen, insbesondere Bakterien, verfügen über Mechanismen zur Entgiftung von Arsenverbindungen, bei denen diese durch S-Adenosylmethionin methyliert werden. Dabei entstehen Methylarsonsäure, Dimethylarsinsäure und Trimethylarsinoxid, die im Vergleich zu anderen Arsenverbindungen weniger giftig sind. Es sind jedoch auch Bakterien bekannt, die Methylarsonsäure reduzieren und demethylieren können. Viele Pilze akkumulieren Arsen und bilden arsenorganische Verbindungen, darunter auch Methylarsonsäure, die aber im Gegensatz zu Arsenobetain meist nur in kleinen Mengen auftritt. Eine Ausnahme stellt der Kronenbecherling (Sarcosphaera coronaria) dar, der besonders viel Arsen akkumulieren kann (bis zu 0,89 % der Trockenmasse), welches zu über 90 % in Form von Methylarsonsäure vorliegt.

## Herstellung
Methylarsonsäure wird durch die Meyer-Reaktion eines Arsenits, zum Beispiel Natriumarsenit, mit Methylbromid oder Dimethylsulfat hergestellt.

## Eigenschaften und Reaktionen
Die pKS-Werte für die erste und zweite Deprotonierung bei 25 °C sind 4,114 und 9,148. Die Reduktion mit Schwefeldioxid und Iodwasserstoff ergibt Methylarsinoxid. Mit Chlorwasserstoff statt Iodwasserstoff entsteht Methylarsindichlorid. Durch Reduktion Zinkamalgam in Gegenwart von Säure wird Methylarsan gebildet.

## Verwendung
Dimethylarsonsäure wird in Form verschiedener Salze als Herbizid verwendet. Beispielsweise werden Natriummethylarsonat, Ammoniummethylarsonat und Diethanolammoniummethylarsonat im Anbau von Baumwolle verwendet.

## Toxikologie
Der orale LD50 wurde im Tierversuch an Mäusen zu 1,8 g/kg bestimmt. Der Tod trat jeweils nach 6 bis 12 Stunden durch Atemstillstand ein.